# Contea di Newton (Arkansas)
La contea di Newton, in inglese Newton County, è una contea dello Stato dell'Arkansas, negli Stati Uniti. La popolazione al censimento del 2000 era di 8 608 abitanti. Il capoluogo di contea è Jasper.

## Storia
La contea di Newton fu costituita nel 1842.